# Igreja Católica na Macedônia do Norte
A Igreja Católica na Macedônia do Norte é parte da Igreja Católica universal, sob a liderança espiritual do Papa e da Cúria, em Roma. Os católicos são uma das principais comunidades religiosas que existem no território do país. Os fiéis católicos da Macedônia do Norte incluem principalmente os albaneses, macedônios étnicos e croatas e estão mais concentrados na Região de Skopje e na Região Sudeste. Existem cerca de 20.000 católicos no país – cerca de 1% da população total.

## O início do cristianismo na Macedônia do Norte
O cristianismo na Macedônia do Norte data do tempo dos apóstolos, quando o Apóstolo Paulo, em 51, chegou à província romana da Macedônia, território que hoje está a Grécia. Afinal, enquanto Paulo estava em Trôade, na Ásia Menor, à noite teve um sonho sobre ajudar a a evangelização da Macedônia:

Ora, durante a noite, sobreveio a Paulo uma visão. Um macedônio de pé diante dele, fazia-lhe este pedido. "Vem para a Macedônia, e ajuda-nos!". Logo após a visão, procuramos partir para a Macedônia, persuadidos de que Deus nos chamava para anunciar-lhes a Boa Nova. Partimos para Filipos, cidade principal daquela região da Macedônia, e também colônia romana. Passamos nesta cidade alguns dias.— Atos dos Apóstolos 16,9.10.12
Pela segunda vez, o cristianismo começou a se espalhar no século IX durante a cristianização da Bulgária, quando São Clemente e São Naum instituíram a Escola Literária de Ocrida. Na época da Dinastia dos cometópulos houve a criação das paróquias eslavas do sul, ligadas ao Arcebispado de Ocrida, cuja autocefalia foi mantida até 1767, quando os turcos, influenciados pelo Patriarcado Ecumênico de Constantinopla, suspenderam-nas. A partir daí, a Macedônia iniciou um movimento de libertação e independência dos campos nacional e religioso.

## Bispos católicos de Skopje
A Diocese de Skopje, jurisdição sob a qual há os fiéis de rito ocidental, é uma das mais antigas dioceses nos Bálcãs e seu território não é historicamente investigado o suficiente. Muitos fatos históricos importantes não foram solucionados até hoje. Para uma melhor visão geral, a história da igreja nessas áreas poderia ser dividida em três períodos principais.

### Primeiro período

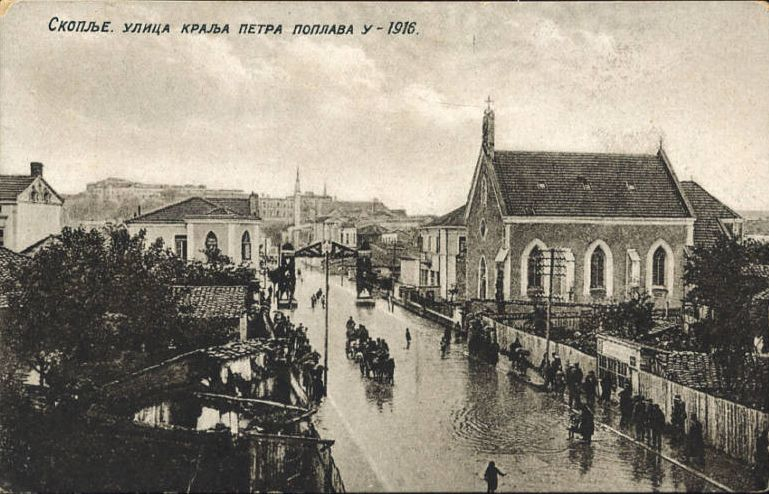
Presença de uma igreja católica em Skopje, em 1916

O primeiro período do cristianismo na Macedônia do Norte começa com o surgimento do cristianismo na Europa. O apóstolo Paulo foi missionário neste momento. O cristianismo estava presente nestas áreas pelo fato de que o Primeiro Concílio de Niceia (325), assinado entre os pais da Assembleia, e o Bispo de Dacosta Scupi foi mencionado como bispo encarregado da província da Dardânia, cuja capital era Skopje, e se estendia de Niš até Veles. A existência da Diocese não se refere a uma organização religiosa claramente definida na província chefiada por um bispo. Este período é chamado de "período de ouro" para a província. Mais tarde, a menção dos escritores mostrou cinco dioceses dentro da província da Dardânia. O Papa Gelásio I enviou uma carta aos seis bispos dardânios da época.

### Segundo período
O segundo período é caracterizado por condições turbulentas coma  vinda de vários novos governantes. Com a chegada dos turcos, surgiu um momento difícil para os cristãos dessas áreas. Cinco séculos de escravidão otomana ocasionaram graves consequências na diocese. Contudo, em um relatório de Roma, datado de 1584, Skopje é mencionada como "centro católico".

### Terceiro período
Este período coincide com a fundação da Congregação para a Evangelização dos Povos, em 1622. Nesse período, a Igreja Católica dedicou mais atenção a essas áreas. A sucessão apostólica dos arcebispos católicos romanos de Skopje, desde Andrija Bogdani (1651-1656), até hoje é contínua. Geralmente todos os bispos católicos de Skopje são residentes, embora muitas vezes tenham sido obrigados, por causa da tentativas turcas de mudar o local de residência, forçando-os a esconder-se em locais inacessíveis. Até 1914, os bispos de Skopje são chamados de "arcebispos". Mas em uma concordata entre Santa Sé e o Reino dos Sérvios, o título de Arcebispo foi transferido para o bispo da Arquidiocese de Belgrado. Seu último arcebispo foi Lazër Mjeda, em 1921, quando foi nomeado arcebispo da Arquidiocese de Escodra-Pult. Em 1924, após a devastação da Primeira Guerra Mundial, a arquidiocese foi rebaixada a diocese e tornou-se sufragânea da Arquidiocese de Sarajevo, que cobre o território da Igreja da Bósnia e Herzegovina. Em 2000 o Papa João Paulo II eliminou a Administração Apostólica de Prizren, criando a Diocese de Skopje, que hoje cobre todo o território da Macedônia do Norte.

## Rito oriental

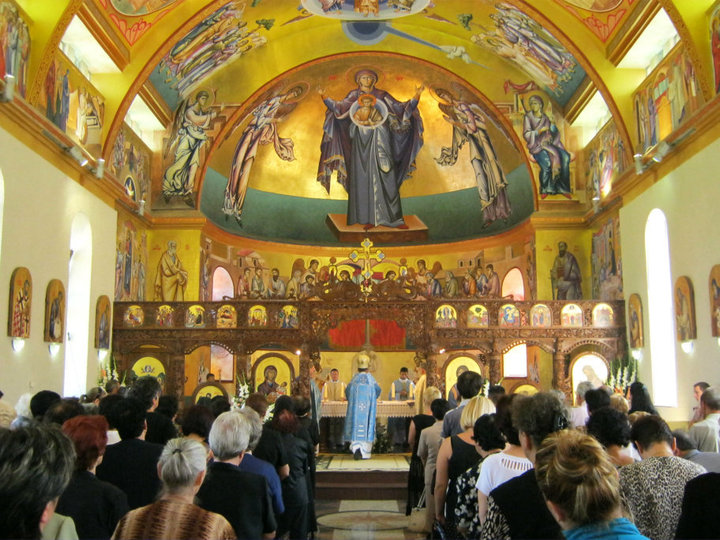
Igreja de Nossa Senhora da Assunção, em Estrúmica.

Na Macedônia do Norte, há católicos de rito bizantino-católico, que estão sob a jurisdição do Vicariato Apostólico Macedônio.

### Vicariato Apostólico Macedônio dos Búlgaros
O movimento pela libertação e independência começa em meados do século XIX, quando toda a Europa estava despertando para uma consciência nacionalista. Este movimento toma conta da Macedônia do Norte. Na luta pela liberdade religiosa da influência helênica, surgiu um espírito nacionalista no povo macedônio e surgiu o espírito de independência eclesiástica do patriarcado de Constantinopla – ortodoxo. Então, pedidos fracassados de lealdade a várias igrejas independentes, tentando libertar-se da jurisdição do Patriarca constantinopolitano, termina em uma união dos búlgaros locais com a Igreja Católica em 1859. O centro deste movimento foi a cidade de Kilkis, o que é conhecido como "União de Kukuš". Em 1861, o Vicariato Apostólico Católico Búlgaro de Constantinopla foi criado para os búlgaros católicos orientais de rito bizantino nas províncias europeias do Império Otomano, incluindo a região da Macedônia. Em 1883, foi criado o Vicariato Apostólico Macedônio dos Búlgaros, sediado em Tessalônica. Seu primeiro Vigário Apostólico foi Lazar Mladenov.

### Vicariato Pastoral
Com a criação do Vicariato Apostólico Macedônio dos Búlgaros, foi estabelecida uma estrutura legal da Igreja Católica de Rito Bizantino na Macedônia. O bispo Mladenov indicou uma direção clara para o desenvolvimento da Igreja de Rito Oriental, porém as circunstâncias infelizes afetaram esta região: a Revolta de Ilinden-Preobrazhenie, as Guerras dos Bálcãs e a Primeira Guerra Mundial refletiram negativamente contra os católicos. Depois da Primeira Guerra Mundial, os católicos de rito oriental eram encontrados na região de Vardar, e Estrúmica, e o papa colocou-os sob os cuidados do então arcebispo católico romano de Skopje. Em 19 de outubro de 1923, com a provisão do Vaticano, tornaram-se parte integrante da Eparquia de Križevci, e permanecem como tal até 2001.

### Exarcado Apostólico
O Papa João Paulo II, em 11 de janeiro de 2001, no Vaticano, assinou um decreto para estabelecer um exarca apostólico para os católicos do rito oriental na Macedônia. O primeiro exarca apostólico nomeado foi o monsenhor Joakim Herbut, bispo da Diocese de Skopje. A sede do exarcado é a cidade de Estrúmica, e a Igreja da Assunção, nesta cidade, possui o título de catedral.

### Eparquia
O Papa Francisco, em 31 de maio de 2018, elevou o Exarcado Apostólico ao posto de Eparquia, como a Eparquia da Bem-Aventurada Virgem Maria Assunta em Estrúmica-Skopje.
Ambas as instituições católicas na Macedônia do Norte estão sob a liderança de uma pessoa, Kiro Stojanov, talvez o único caso no mundo.

## Organização territorial
Todo o território do país pertence à Diocese de Skopje, sufragânea da Arquidiocese de Sarajevo. O bispo de Skopje é também eparca dos fiéis de rito bizantino.
Os bispos macedônios são membros da Conferência Episcopal Internacional dos Santos Cirilo e Metódio, que agrupa os episcopados da Sérvia, Montenegro, Kosovo e da Macedônia do Norte.

## Nunciatura Apostólica
O país mantém relações diplomáticas com a Santa Sé desde 21 de dezembro de 1994, com a presença de um núncio apostólico.